# 光枝苎麻
光枝苎麻（学名：Boehmeria malabarica var. leioclada）为荨麻科苎麻属下的一个变种。

## 扩展阅读
- 維基物種上的相關：光枝苎麻